# لازنیتسا
لازنیتسا (به صربی: Laznica) یک منطقهٔ مسکونی در صربستان است.